# Elecciones legislativas de Túnez de 2022
El 17 de diciembre de 2022 se celebraron elecciones parlamentarias en Túnez para elegir a los 161 miembros de la Asamblea de Representantes del Pueblo. Se realizó una segunda vuelta el 29 de enero de 2023.

## Sistema electoral
Los 217 miembros de la Asamblea de Representantes del Pueblo fueron elegidos previamente por representación proporcional de lista cerrada en 33 distritos electorales plurinominales (27 en Túnez y 6 en representación de expatriados tunecinos) con escaños asignados utilizando el método de mayor resto y un sistema de cremallera obligatorio: alternando candidatos femeninos y masculinos en la lista, y un candidato masculino y femenino menores de 35 años entre los cuatro primeros en distritos electorales con cuatro o más escaños. Sin embargo, el 16 de septiembre de 2022, el presidente Kais Saied introdujo un nuevo sistema electoral y redujo el número de parlamentarios.
En esta elección, los 161 miembros reducidos de la Asamblea de Representantes del Pueblo (ahora la cámara baja de una legislatura bicameral) serán elegidos a través del sistema de dos vueltas en distritos uninominales. Además, se abolieron las elecciones financiadas con fondos públicos, lo que significa que se debe utilizar el apoyo privado y el autofinanciamiento, y la ley introdujo los referéndums revocatorios, que pueden activarse si firmas equivalentes al 10% de los votantes que votaron por ellos presentan una solicitud a favor de uno a la parlamento.

## Coaliciones
- Frente de Salvación Nacional (Ennahda, Qalb Tounes, Coalición por la Dignidad, Partido del Movimiento, Al Amal) (boicot anunciado el 7 de septiembre)
- Coordinación de Partidos Socialdemócratas (Corriente Democrática, Partido de los Trabajadores, Partido Republicano, Ettakatol, Polo Democrático Modernista) (boicot anunciado el 19 de septiembre)